# 1928年アムステルダムオリンピックのカナダ選手団
1928年アムステルダムオリンピックのカナダ選手団（1928ねんアムステルダムオリンピックのカナダせんしゅだん）は、1928年7月28日から8月12日にかけてオランダのアムステルダムで開催された1928年アムステルダムオリンピックのカナダ選手団、およびその競技結果。

## 概要
今大会は金メダル4個、銀メダル4個、銅メダル7個の合計15個のメダルを獲得した。

## メダル
| メダル | 選手名                                                                              | 競技 | 種目             |
| ------ | ----------------------------------------------------------------------------------- | ---- | ---------------- |
| 金     | パーシー・ウィリアムズ                                                              | 陸上 | 男子100m         |
| 金     | パーシー・ウィリアムズ                                                              | 陸上 | 男子200m         |
| 金     | エセル・キャサーウッド                                                              | 陸上 | 女子走高跳       |
| 金     | ファニー・ローゼンフェルド エセル・スミス ジェーン・ベル マートル・クック           | 陸上 | 女子4×100mリレー |
| 銀     | ジェームズ・ボール                                                                  | 陸上 | 男子400m         |
| 銀     | ファニー・ローゼンフェルド                                                          | 陸上 | 女子100m         |
| 銅     | アレックス・ウィルソン フィル・エドワーズ スタンリー・グローバー ジェームズ・ボール | 陸上 | 男子4×400mリレー |